# زیردریایی یو-۱۹۲
زیردریایی یو-۱۹۲ (به انگلیسی: German submarine U-192) یک زیردریایی بود که طول آن ۷۶٫۷۶ متر (۲۵۱٫۸ فوت) و ارتفاع آن ۹٫۶ متر (۳۱ فوت ۶ اینچ) بود. این زیردریایی در سال ۱۹۴۲ ساخته شد.